# Mavlet Batírov
Mavlet Alavdínovich Batírov (en ruso: Мавлет Алавдинович Батиров; Jasaviurt, 12 de diciembre de 1983) es un deportista ruso de origen avar que compitió en lucha libre. Su hermano Adam compitió en el mismo deporte.
Participó en dos Juegos Olímpicos de Verano, obteniendo dos medallas de oro, en Atenas 2004 (55 kg) y Pekín 2008 (60 kg).
Ganó dos medallas en el Campeonato Mundial de Lucha, oro en 2007 y bronce en 2006, y dos medallas en el Campeonato Europeo de Lucha, oro en 2006 y bronce en 2003.

## Palmarés internacional
| Juegos Olímpicos   | Juegos Olímpicos  | Juegos Olímpicos  | Juegos Olímpicos |
| Año                | Lugar             | Medalla           | Categoría        |
| ------------------ | ----------------- | ----------------- | ---------------- |
| 2004               | Atenas (Grecia)   | Medalla de oro    | 55 kg            |
| 2008               | Pekín (China)     | Medalla de oro    | 60 kg            |
| Campeonato Mundial |                   |                   |                  |
| Año                | Lugar             | Medalla           | Categoría        |
| 2006               | Cantón (China)    | Medalla de bronce | 60 kg            |
| 2007               | Bakú (Azerbaiyán) | Medalla de oro    | 60 kg            |
| Campeonato Europeo |                   |                   |                  |
| Año                | Lugar             | Medalla           | Categoría        |
| 2003               | Riga (Letonia)    | Medalla de bronce | 55 kg            |
| 2006               | Moscú (Rusia)     | Medalla de oro    | 60 kg            |